# Lesoto en los Juegos Olímpicos de Atlanta 1996
Lesoto estuvo representado en los Juegos Olímpicos de Atlanta 1996 por nueve deportistas, cinco hombres y cuatro mujeres, que compitieron en atletismo.
El equipo olímpico lesotense no obtuvo ninguna medalla en estos Juegos.